# Al-Kabri
Al-Kabri (en arabe : الكابري) était un village de Palestine mandataire  situé à 12,5 km au nord-est de la ville d’ Acre. Il fut détruit lors de la guerre israélo-arabe de 1948.

## Histoire médiévale
Au XIIIe siècle, al-Kabri était connu sous le nom de « Le Quiebre » et appartenait au fief de Casal Imbert. En 1253, Henri Ier de Chypre accorda les terres de Casal Imbert, dont « Le Quiebre », à Jean d'Ibelin (1179-1236),,,. Peu après, en 1256, Jean d’Ibelin loua pour dix ans Casal Imbert et ses dépendances, en particulier le village de « Le Quiebre » à l’ordre Teutonique,. En 1261, Casal Imbert, Le Fierge et Le Quiebre, furent vendus à l’ordre teutonique, en échange pour une somme annuelle versée tant qu’Acre restait aux mains des chrétiens,. En 1283, le village faisait encore partie du domaine des Croisés, car il est mentionné à ce titre, sous le nom d’« al-Kabrah », lors de la trève entre eux, basés à Acre et le sultan mamelouk Al-Mansûr Sayf ad-Dîn Qala'ûn al-Alfi.
Selon l’historien Ahmad al-Maqrîzî, le village était passé sous gouvernement mamelouk en 1291 : le sultan al-Ashraf Khalil attribue le revenu du village, indiqué alors sous le nom d'« al-Kabira » à un waqf au Caire,.

## Période ottomane

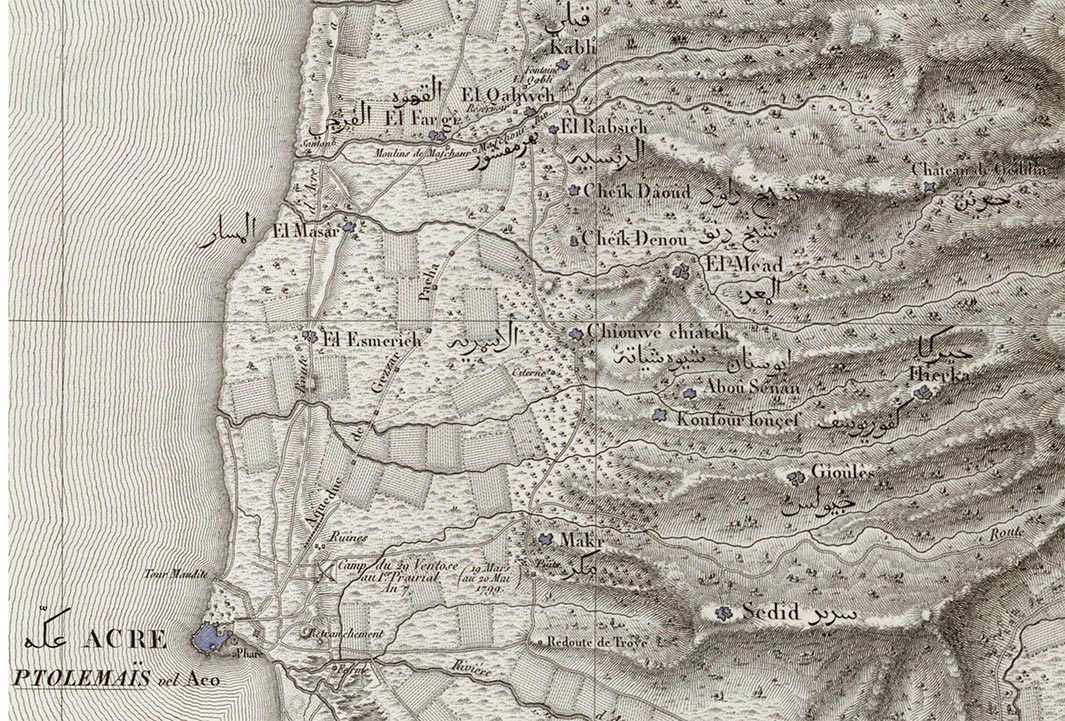
Carte française de la région en 1799, par Pierre Jacotin. On y remarque l’aqueduc entre Acre and al-Kabri, construit sous Djezzar Pacha.

Al-Kabri fut incorporé dans l'empire ottoman en 1517 et apparaît dans le registre fiscal ottoman de 1596, comme faisant partie du  nahié (sous-district) d'Acre dans le sandjak de Safed, avec une population composée de 10 ménages, tous musulmans. Les villageois payaient un impôt au taux fixe de 25% sur les produits agricoles, le blé, l’orge, les récoltes d’été, le coton, les chèvres et les ruches, ainsi que sur d’autres revenus occasionnels, pour un total de 1 691 astres. Les sept douzièmes  étaient versés à un waqf.
En 1799, le village est désigné sous le nom de « Kabli » sur la carte de  Pierre Jacotin, établie dans le cadre de la campagne d’Égypte. L’endroit est bien connu pour ces sources, Ayn Mafshuh, Ayn Fawwar, Ayn al-'Asal, et Ayn Kabri. Leur nombre élevé fait d’al-Kabri le principal pourvoyeur d’eau dans le sous-district d’Acre. D’anciens aqueducs fournissaient de l’eau à Acre à partir des sources et deux canaux additionnels furent construits sous Ahmad Pasha al-Jazzar en 1800, et Sulayman Pasha al-Adil (en) en 1814,.
En mai 1875, l’explorateur et géographe français Victor Guérin visita la région. Il décrit le village comme étant « dans une position très avantageuse, grâce aux sources précieuses qu’il possède et qui, de tout temps, ont dû déterminer en cet endroit la fondation d’un groupe plus ou moins important d’habitations. … Beaucoup de maisons sont bâties en partie avec de beaux matériaux qui semblent antiques … Elles sont construites de pierres de taille mêlées à de simples moellons, le tout parfaitement jointoyé au moyen de petits éclats de pierre … L’emplacement d’une ancienne église aujourd’hui complètement détruite, est encore, jusqu’à un certain point, reconnaissable. On a tiré de là plusieurs fûts de colonne, qui ont été transportés ailleurs, et beaucoup de pierres régulièrement taillées et demension moyenne. En dehors du village les ruines de nombreuses maisons prouvent qu’autrefois il était bien plus peuplé que maintenant, ». Guérin décrit aussi en détail le système de sources, le réservoir et l’aqueduc dans la région du village « dont la fertilité est proverbiale, à cause de cette irrigation incessante ».

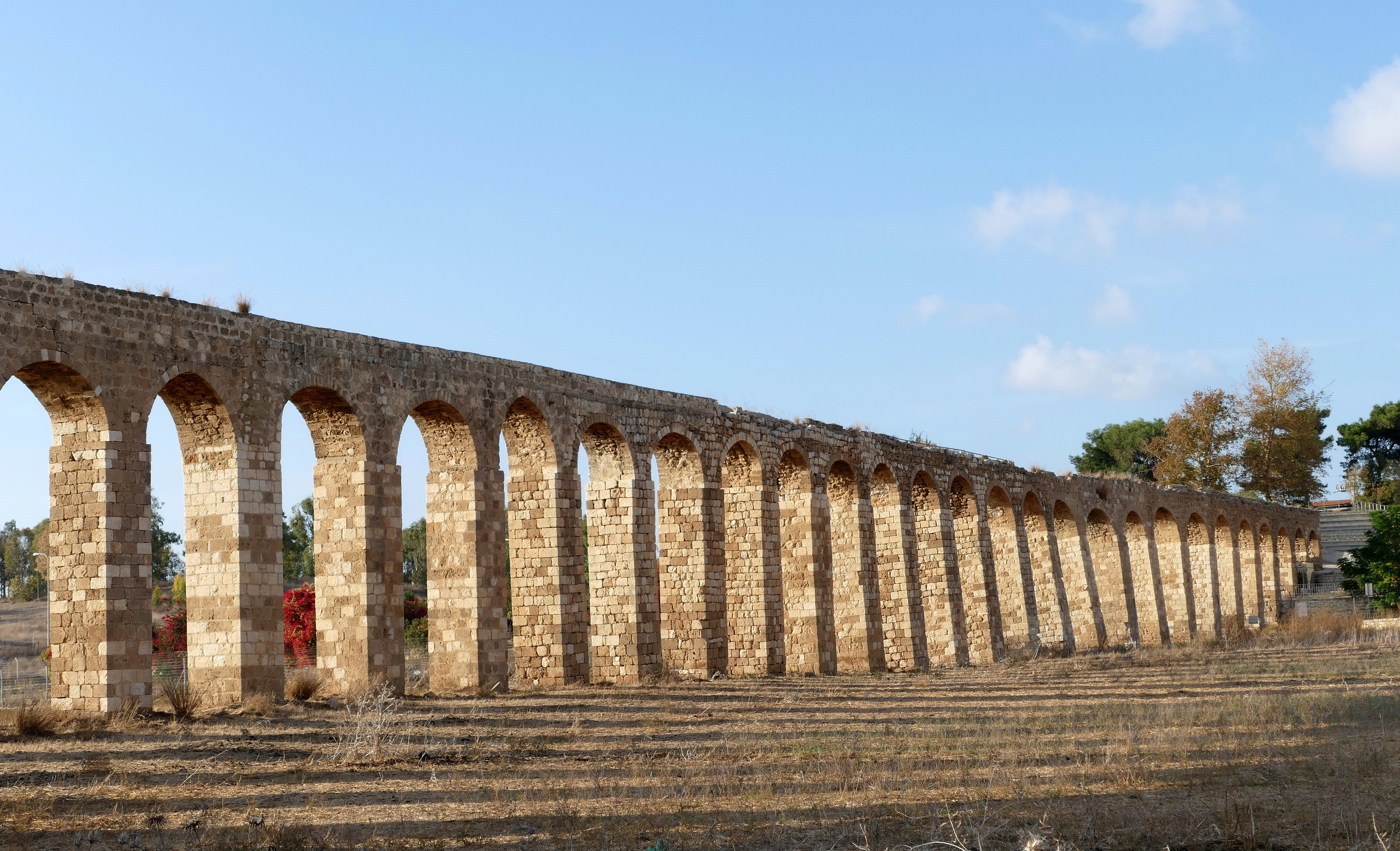
Partie de l'aqueduc construit sous Sulayman Pasha al-Adil entre al-Kabri et Acre.

En 1881, le  Survey of Western Palestine du Fonds d’exploration de la Palestine le décrit comme situé au bord d’une plaine, construit en pierre et doté d’une population de 400 habitants. Il y note des jardins, des figuiers, des oliviers, des mûriers, des pommiers et des grenadiers, ainsi qu’une source abondante et un birket, un bassin à partir duquel l’aqueduc conduisait l’eau jusqu’à Acre,,.
Un recensement fait en 1887 environ indique qu'el-Kabry a alors environ 690 habitants, tous musulmans.

## Palestine mandataire
Lors du recensement de 1922, conduit par les autorités britanniques en Palestine mandataire, al-Kabri a une population de 553 personnes, de religion musulmane, qui augmente à 728 personnes, toujours de religion musulmane, répartis en 173 maisons, lors du recensement de 1931. La population vivait de l'agriculture. Les maisons sont en pierre, en adobe et en béton armé ; le village dispose d’une mosquée et d’une école élémentaire pour garçons. L’agriculture forme la base de l’économie, les villageois cultivant des olives, des citrons et des bananes, ou élevant du bétail.
Dans les statistiques établies en 1945, la population d’al-Kabri atteint 1 530 habitants, tous musulmans. Al-Kabri est comptabilisé avec la ville voisine de Tarshiha et, avec elle, occupe un total de 47 428 dounams de terres (soit 47,428 km2).
Les citrons et les bananes étaient cultivés sur 743 dounams, 14 123 dounams étaient utilisés pour les céréales, 5 301 dounams étaient irrigués ou plantés de vergers,, et 252 dounams étaient occupés par des bâtiments et des maisons,.

## Guerre de 1948 et ses suites
Al-Kabri fut l’objet d’un raid de la Palmah dans la nuit du 31 janvier 1948 au 1er février 1948, au cours duquel la maison de Fares Efendi Sirhan, un notable affilié à la famille al-Husseini, fut détruite partiellement par une explosion ; Sirhan et sa famille se réfugièrent ensuite au Liban. Le 27 mars 1948, un convoi formé de cinq camions et un véhicule blindé, apportant du ravitaillement au kibboutz Yehiam assiégé, fut attaqué en passant à al-Kabri et 46 membres de la Haganah furent tués ; une autre source donne la date du 28 mars, indiquant que le New York Times mentionne 49 morts parmi les Juifs, six parmi les Arabes.
En avril, la Haganah prépara le plan initial d’une opération nommée Ehud, destiné à attaquer les villages d’al-Kabri, d'al-Nahr, d'al-Bassa et d’al-Zib afin de « détruire les gangs, les hommes et les biens ». Finalement, le village fut probablement occupé pendant la nuit du 20 au 21 mai, pendant la deuxième phase de l’opération Ben-Ami ; à cette date, la plupart des habitants avaient fui le village, se dispersant en Galilée. Certains y furent tués lorsqu’on découvrit qu’ils venaient d’al-Kabri, en représailles pour l’attaque contre le convoi,.
Selon l’historien palestinien Walid Khalidi, ce qui restait sur les terres d’al-Kabri au début des années 1990 étaient des murs écroulés et des tas de pierres, envhis de ronces, d’herbes et de buissons.
Une communauté juive, formant le kibboutz Kabri (en), s’installa en 1949 sur les terres adjacentes au site du village d’al-Kabri, qui servent de pâturage et sont aussi utilisées aussi pour l’agriculture.